# Supercoppa UEFA 2009
La Supercoppa UEFA 2009 è stata la trentaquattresima edizione della Supercoppa UEFA.
Si è svolta il 28 agosto 2009 allo stadio Louis II di Monaco, dove si sono affrontate la squadra vincitrice della Champions League 2008-2009, ovvero gli spagnoli del Barcellona, e la squadra vincitrice della Coppa UEFA 2008-2009, ossia gli ucraini dello Šachtar. A conquistare il titolo è stato il Barcellona che ha battuto per 1-0 lo Šachtar con un gol di Pedro nei tempi supplementari.

## Partecipanti
| Squadre    | Qualificazione                                   | Partecipazioni precedenti (il grassetto indica la vittoria) |
| ---------- | ------------------------------------------------ | ----------------------------------------------------------- |
| Barcellona | Vincitrice della UEFA Champions League 2008-2009 | 6 (1979, 1982, 1989, 1992, 1997, 2006)                      |
| Šachtar    | Vincitrice della Coppa UEFA 2008-2009            | Nessuna                                                     |

## Tabellino
| Arbitro: | Frank De Bleeckere |

|            |           |  |
| Pedro 115’ | Marcatori |  |

| Manica sinistra · Manica sinistra · Maglietta · Maglietta · Manica destra · Manica destra · Pantaloncini · Pantaloncini · Calzettoni · Calzettoni | Šachtar |

### Formazioni
| Barcellona (4-3-3) |    |                    |       |      |
|                    |    |                    |       |      |
| P                  | 1  | Víctor Valdés      |       |      |
| D                  | 2  | Daniel Alves       |       |      |
| D                  | 5  | Carles Puyol       |       |      |
| D                  | 3  | Gerard Piqué       |       |      |
| D                  | 22 | Éric Abidal        |       |      |
| C                  | 24 | Yaya Touré         |       | 100’ |
| C                  | 6  | Xavi               |       |      |
| C                  | 15 | Seydou Keita       |       |      |
| A                  | 10 | Lionel Messi       | 90+3’ |      |
| A                  | 9  | Zlatan Ibrahimović |       | 81’  |
| A                  | 14 | Thierry Henry      |       | 96’  |
| Sostituzioni:      |    |                    |       |      |
| P                  | 13 | José Manuel Pinto  |       |      |
| D                  | 19 | Maxwell            |       |      |
| D                  | 33 | Marc Muniesa       |       |      |
| C                  | 16 | Sergio Busquets    |       | 100’ |
| A                  | 7  | Eiður Guðjohnsen   |       |      |
| A                  | 11 | Bojan              |       | 96’  |
| A                  | 17 | Pedro              | 107’  | 81’  |
| Allenatore:        |    |                    |       |      |
| Josep Guardiola    |    |                    |       |      |

| Šachtar (4-2-3-1) |    |                     |       |     |
|                   |    |                     |       |     |
| P                 | 30 | Andrij Pjatov       |       |     |
| D                 | 33 | Darijo Srna         | 65’   |     |
| D                 | 5  | Oleksandr Kučer     | 90+3’ |     |
| D                 | 27 | Dmytro Čyhryns'kyj  |       |     |
| D                 | 26 | Răzvan Raț          |       |     |
| C                 | 19 | Oleksij Haj         |       | 80’ |
| C                 | 3  | Tomáš Hübschman     |       |     |
| C                 | 11 | Ilsinho             | 55’   |     |
| C                 | 22 | Willian             |       | 91’ |
| C                 | 7  | Fernandinho         |       | 80’ |
| A                 | 17 | Luiz Adriano        |       |     |
| Sostituzioni:     |    |                     |       |     |
| P                 | 12 | Rustam Chudžamov    |       |     |
| D                 | 36 | Oleksandr Čyžov     |       |     |
| C                 | 8  | Jádson              |       | 80’ |
| C                 | 14 | Vasyl' Kobin        | 119’  | 80’ |
| C                 | 28 | Oleksij Poljans'kyj |       |     |
| A                 | 21 | Oleksandr Hladkyj   |       |     |
| A                 | 77 | Julius Aghahowa     |       | 91’ |
| Allenatore:       |    |                     |       |     |
| Mircea Lucescu    |    |                     |       |     |